# Шамшуріна Юлія Михайлівна
Шамшу́ріна Ю́лія Миха́йлівна ( • 16 липня 1962, село Кам'яне Увинського району Удмуртської АРСР, РРФСР) — радянська спортсменка, майстер спорту міжнародного класу (1983) з лижних перегонів.
Виступала за Сарапульський сільськогосподарський технікум. Учасниця XIV зимових Олімпійських ігор в Сараєво (1984), чемпіонатів світу з лижних перегонів (1985, 1989).
Чемпіонка СРСР в естафеті 4х5 км (1983, 1989), перегонах на 5 км (1984). Чемпіонка СРСР серед юніорів в перегонах на 5 та 10 км (1979). Завоювала срібну та бронзову медалі на Всесвітніх студентських іграх (1985).
Тренери: В. І. Афанасьєв, В. К. Новіков, заслужений тренер СРСР В. А. Іванов.